# Полетаев, Николай Гаврилович
Николай Гаврилович Полетаев (1889, Одоев, Российская империя — 1935, Москва, СССР) — русский советский поэт, входил в группу пролетарских писателей.
Детство провёл в родных местах у бабушки, затем в большой бедности жил с матерью в Москве. Окончил торговую школу, с 1905 работал конторщиком на железной дороге. Первое стихотворение опубликовал в 1918, в том же году поступил в студию Московского Пролеткульта. В 1920 вступил в объединение «Кузница». В 1927—1928 работал в редакции журнала «Октябрь».
Среди пролетарских писателей Полетаев занимает несколько особенное место. Он скоро освободился от пафоса поэтов «Кузницы» и писал пессимистические стихи, полные воспоминаний о городском детстве, одиночестве и нищете, которым он противопоставлял образы деревни и природы, обретающие характер мечты. Стихи Полетаева слабы в формальном отношении, но всё же они обнаруживают внутренние устремления автора.

## Сочинения
- Стихи, М. изд. Пролеткульта,1919
- Песня о соловьях, М., «Кузница», 1921
- Сломанные заборы, М., «Кузница»1923
- Железнодорожники, М., «Недра», 1925
- Резкий свет, М.ГИЗ, 1926
- Стихи, 1930
- О соловьях, которых не слыхал, 1932
- Избранные стихи, 1935; 1938
- Стихотворения, 1957